# Старыгин, Александр Васильевич
Александр Васильевич Старыгин (22.01.1921, Алтайский край — 12.04.1946) — миномётчик гвардейского отдельного учебного батальона 73-й гвардейской стрелковой дивизии 7-й гвардейской армии Степного фронта, гвардии сержант. Герой Советского Союза.

## Биография
Родился 22 января 1921 года в селе Новообинка Петропавловского района Алтайского края в крестьянской семье. Окончил 7 классов. Работал счетоводом в колхозе.
В Красную Армию призван Быстроистоким райвоенкоматом Алтайского края в октябре 1940 года. Окончил школу младших командиров. На фронте в Великую Отечественную войну с 1941 года. Член ВКП с 1944 года.
Миномётчик гвардейского отдельного учебного батальона 73-й гвардейской стрелковой дивизии гвардии сержант Александр Старыгин в числе первых 25-26 сентября 1943 года переправился через реку Днепр, участвовал в отражении многочисленных контратак противника в районе села Бородаевка Верхнеднепровского района Днепропетровской области Украины.
Указом Президиума Верховного Совета СССР от 26 октября 1943 года за образцовое выполнение боевых заданий командования и проявленные при этом мужество и героизм гвардии сержанту Старыгину Александру Васильевичу присвоено звание Героя Советского Союза с вручением ордена Ленина и медали «Золотая Звезда».
Младший лейтенант Старыгин А. В. скончался в госпитале от полученных ран 12 апреля 1946 года. Похоронен в румынском городе Каракал.
Награждён орденом Ленина, 2-я орденами Красной Звезды, медалями.
Именем Героя была названа пионерская дружина Николаевской средней школы Петропавловского района. Имя Героя увековечено на Мемориале Славы в городе Барнаул.